# Aphilodon spegazzinii
Aphilodon spegazzinii är en mångfotingart som beskrevs av Filippo Silvestri 1898. Aphilodon spegazzinii ingår i släktet Aphilodon och familjen Aphilodontidae. Inga underarter finns listade i Catalogue of Life.